# Rubus illecebrosus
Espèce
Classification phylogénétique
Rubus illecebrosus, le Framboisier fraisier, est une espèce de plantes à fleurs de la famille des Rosacées, originaire du Japon, très proche du framboisier (Rubus idaeus), qui fructifie près du sol en produisant des fruits comestibles évoquant de loin (grossièrement) la fraise (forme et couleur).